# John Stroeder
John Stroeder (Bremerton, 24 luglio 1958) è un ex cestista statunitense, professionista nella NBA e in Europa.

## Carriera
Venne selezionato dai Portland Trail Blazers all'ottavo giro del Draft NBA 1980 (168ª scelta assoluta).

## Palmarès
- All-CBA Second Team (1989)